# Daphne Blake
Daphne Anne Blake è un personaggio immaginario della serie televisiva d'animazione Scooby-Doo, di Hanna-Barbera.
Daphne è il membro più esuberante e attira-guai della Mystery Inc., ed è rappresentata come l'esperta di moda e costante damigella in pericolo del gruppo.
Nella versione italiana a darle la voce sono state Paola Quattrini, Emanuela Fallini, Jasmine Laurenti, Domitilla D'Amico, Rossella Acerbo e Stella Musy.

## Caratteristiche del personaggio

### Personalità
Daphne è il personaggio in assoluto meno statico della serie, difatti rispetto ai comprimari si è molto evoluta nel corso degli anni, dimostrando una personalità sempre più complessa e aperta a interessi di vario genere. Dipinta originariamente come la stereotipata ragazza ricca, frivola e poco sveglia, l'immaginario collettivo l'ha etichettata in passato come una schizzinosa fanatica della moda e dello shopping, sebbene in realtà Daphne non abbia mai mostrato un eccessivo ribrezzo all'imbattersi in ragni, topi o odori sgradevoli durante l'esplorazione di grotte o passaggi segreti, né tanto meno di sgradire i concerti rock o punk rock a cui solitamente si reca assieme gli amici. Oltretutto nonostante i riguardi per i suoi capi e l'ossessione per la stilistica, essa ha dato prova più volte di non sdegnare l'idea di sporcarsi o bagnarsi qualora la necessità di fuga lo richieda. Nonostante sia contraddistinta da una grande bellezza, il fascino di Daphne raramente influenza i suoi rapporti con gli altri personaggi ed il corso della storia. Ella diventa nel corso degli anni un personaggio elegante e delicato ma allo stesso tempo sportivo e coraggioso, parimenti aumenta la sua capacità di contribuire alla risoluzione dei casi, applicandosi con successo in complicati ragionamenti di logica che, sebbene non siano al pari di Velma, ne denotano grande intelligenza.
Una delle gag maggiormente ricorrenti nella serie è che Daphne finisca spesso per attirare su di sé i pericoli (in originale è infatti soprannominata "Danger-Prone Daphne", traducibile come: "l'incline al pericolo Daphne") e costantemente finisca per essere rapita, legata, imbavagliata o imprigionata, costringendo gli altri membri della gang, Freddy in primis, a doverla soccorrere. Sebbene tale cliché sia rimasto invariato, Daphne nel corso degli anni si è allontanata sempre di più dall'essere la tipica figura della damigella in pericolo, reagendo con coraggio ai pericoli che attira come una calamita, dimostrandosi perfettamente capace di provvedere a sé stessa ed acquisendo una grande abilità nelle arti marziali. In alcune circostanze, è stata addirittura lei a salvare l'intera gang grazie alla versatilità degli accessori nella sua borsetta.

### Aspetto
Daphne è rappresentata come una ragazza slanciata, di aspetto affascinante e seducente, con gli occhi neri (azzurri o verdi in alcune versioni) e folti capelli rossi (tendenti all'arancione) che le scendono fino a metà schiena.
Il suo abbigliamento caratteristico è costituito da un vestito corto viola con scarpe abbinate, collant rosa e eventuali accessori, come sciarpa o foulard, verdi.
Perfettamente in parallelo all'evoluzione caratteriale subita nel corso degli anni, anche il vestiario di Daphne di serie in serie ha subito numerosi mutamenti, pur mantenendosi però, sempre su tinte viola, verdi, rosa o lilla.

## Famiglia
Un cliché narrativo ricorrente di Scooby-Doo mostra i ragazzi ospiti di parenti in località dove puntualmente si trovano a risolvere qualche mistero; per questo motivo in diverse puntate sono stati mostrati alcuni componenti della famiglia Blake.
I parenti conosciuti di Daphne sono:
- Bisnonno Blake: bisnonno di Daphne, famoso ristoratore.
- George Robert Nedley Blake: padre di Daphne, fondatore delle "Blake's Bubble Bath".
- Elizabeth Nan Blake: madre di Daphne.
- Daisy Blake: sorella di Daphne, dottoressa.
- Dawn Blake: sorella di Daphne, modella.
- Dorothy Blake: sorella di Daphne, pilota d'auto da corsa.
- Delilah Blake: sorella di Daphne, soldato dei Marines.
- Matt Blake: zio di Daphne, allevatore di bestiame.
- John "J.J." Maxwell: zio di Daphne, noto regista.
- Olivia Derby: zia di Daphne.
- Jennifer: cugina di Daphne.
- Danica LeBlake: cugina di Daphne, famosa modella francese.
- Shannon Blake: cugina scozzese di Daphne.
- Anne Blake: cugina di Daphne.
- Thornton "Thorny" Blake V: zio di Daphne, proprietario di un campo da golf presso Lago Erie.
- Margaret "Maggie": zia di Daphne proprietaria del Sandy Cove Hotel assieme al marito.
- Murray: zio di Daphne proprietario del Sandy Cove Hotel assieme alla moglie.

## Trasposizione
- La prima voce di Daphne è stata Indira Stefanianna, che ha doppiato il personaggio solo nel 1969 durante la prima serie, successivamente le è subentrata Heather North dal 1970 al 1997, mentre Kellie Martin ha prestato la voce al personaggio dal 1988 al 1991 nella serie Il cucciolo Scooby-Doo. Dal 2001 il doppiaggio di Daphne è affidato a Grey DeLisle.
- Mary Kay Bergman ha dato la voce a Daphne in tutti i film d'animazione usciti tra il 1998 e il 2000, in seguito la voce del personaggio è stata sempre data da Grey DeLisle, con la sola eccezione dei film usciti nel 2003, in cui Heather North riprese la parte.
- Nel lungometraggio del 2002 Scooby-Doo e nel suo sequel del 2004 Scooby-Doo 2 - Mostri scatenati, Daphne è interpretata dall'attrice Sarah Michelle Gellar. Mentre nei prequel del 2009 Scooby-Doo! Il mistero ha inizio e del 2010 Scooby-Doo! La maledizione del mostro del lago, a prestare il volto al personaggio è Kate Melton.

## Situazione sentimentale
Non ci sono riferimenti specifici riguardo ai rapporti sentimentali di Daphne, ma l'idea che si afferma e si autoconferma nell'immaginario collettivo dei fan è che si tratti della fidanzata di Freddy, o che quantomeno vi sia dell'attrazione tra i due.
Una prova di tale ipotesi è il comportamento dei due con le loro famiglie; essi infatti non si presentano mai ai relativi familiari come sconosciuti, e sono considerati uno parte della famiglia dell'altro. Da ciò si possono dedurre tre possibilità: la prima è che si tratti di amici d'infanzia, la seconda è che siano davvero fidanzati e la terza che siano entrambe le cose.
È inoltre possibile notare come i due personaggi non si separino mai l'uno dall'altra e che sia sempre Fred (spesso aiutato da Shaggy e Scooby) a salvarla quando puntualmente viene rapita dal mostro di turno. In parecchi film d'animazione ed episodi televisivi, inoltre, vengono fatte costanti allusioni in merito a tale ipotesi.
Nei primi due lungometraggi dal vivo (Scooby-Doo e Scooby-Doo 2 - Mostri scatenati) le speculazioni vengono confermate e i due divengono una coppia, inoltre, curiosamente essi sono interpretati da Sarah Michelle Gellar e Freddie Prinze Jr., i quali nella vita reale sono marito e moglie.
In Scooby-Doo - Mystery, Inc. i due sono ufficialmente fidanzati, nonostante all'inizio Fred sembra quasi non accorgersi dei sentimenti della ragazza per poi dopo rendersi conto di quanto è importante, anche se la loro relazione è osteggiata dalla famiglia di Daphne e ostacolata dal comportamento dello stesso Fred, che, verso la fine della prima stagione, annulla il fidanzamento per cercare i suoi genitori. La loro relazione si ricostruirà nella seconda stagione. Bisogna tuttavia ricordare che tale serie non è da considerare canonica.